# Lưới giấc mơ

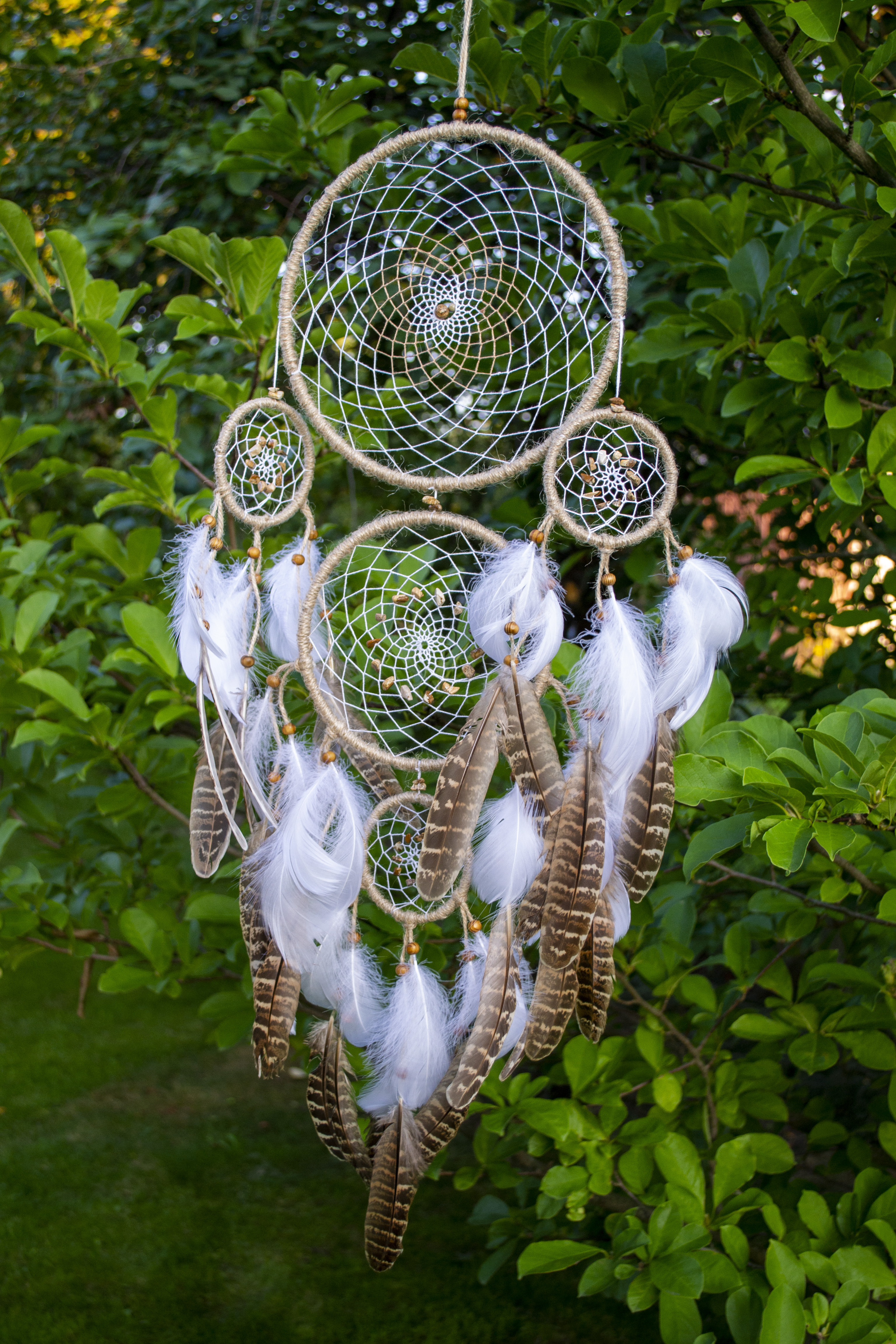
Dreamcatchers

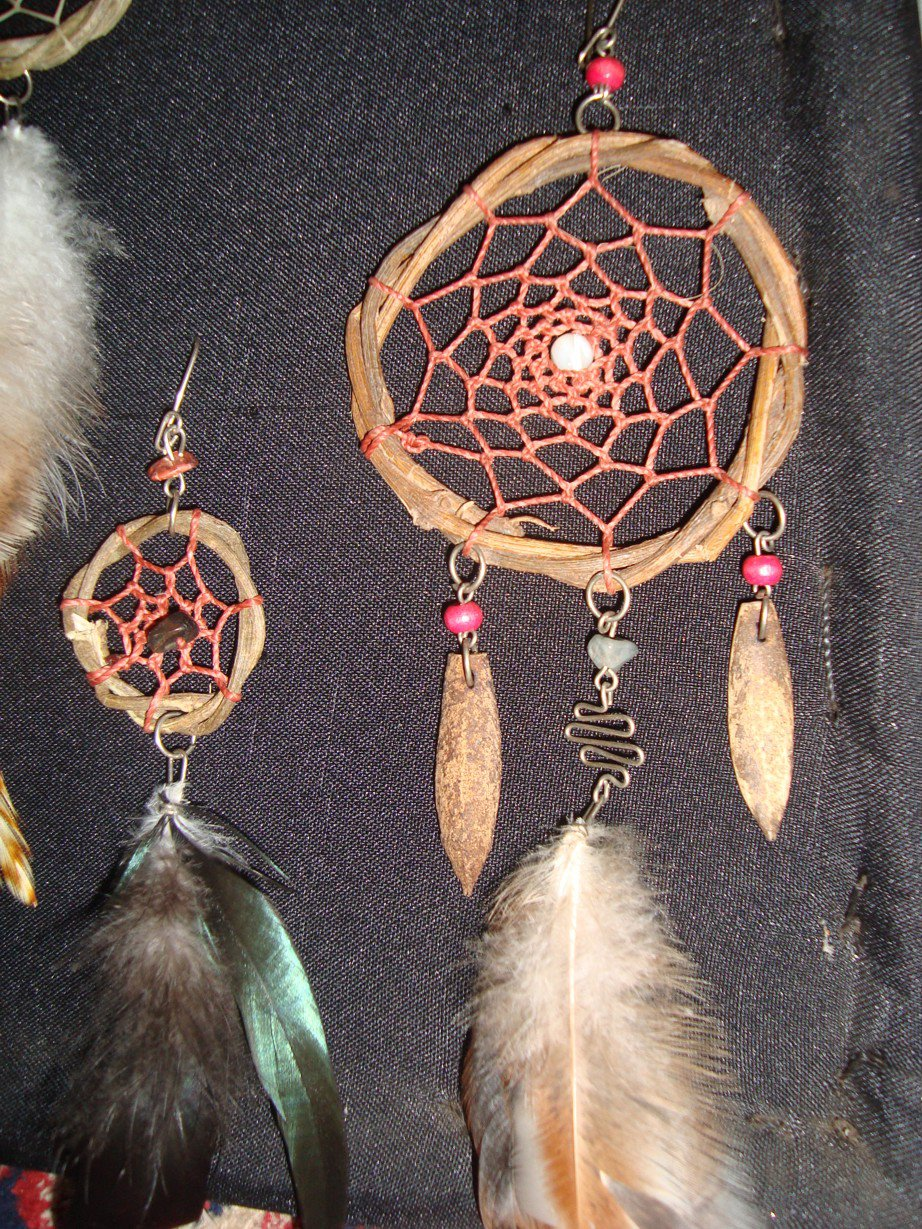
Ear ring made from a dreamcatcher. Handcraft from Tobati (Paraguay).

Trong văn hóa bản địa châu Mỹ, một dreamcatcher hay lưới bắt giữ giấc mơ (tiếng Lakota bản địa: iháŋbla gmunka, tiếng Ojibwa bản địa: asabikeshiinh, trong ngôn ngữ thổ dân bản địa có nghĩa là "nhện" hay bawaajige nagwaagan (Ojibwa) mang nghĩa "lưới giấc mơ") là một vật dụng được làm thủ công từ nhánh của cây liễu sau đó được uốn cong thành vòng, từ một khung tròn người ta dệt các mạng lưới thưa ở ngoài và càng vào trong càng thắt chặt. Một lưới giấc mơ có thể được tô điểm thêm vài vật trang trí như lông vũ và chuỗi hạt.